# Pamela Palenciano

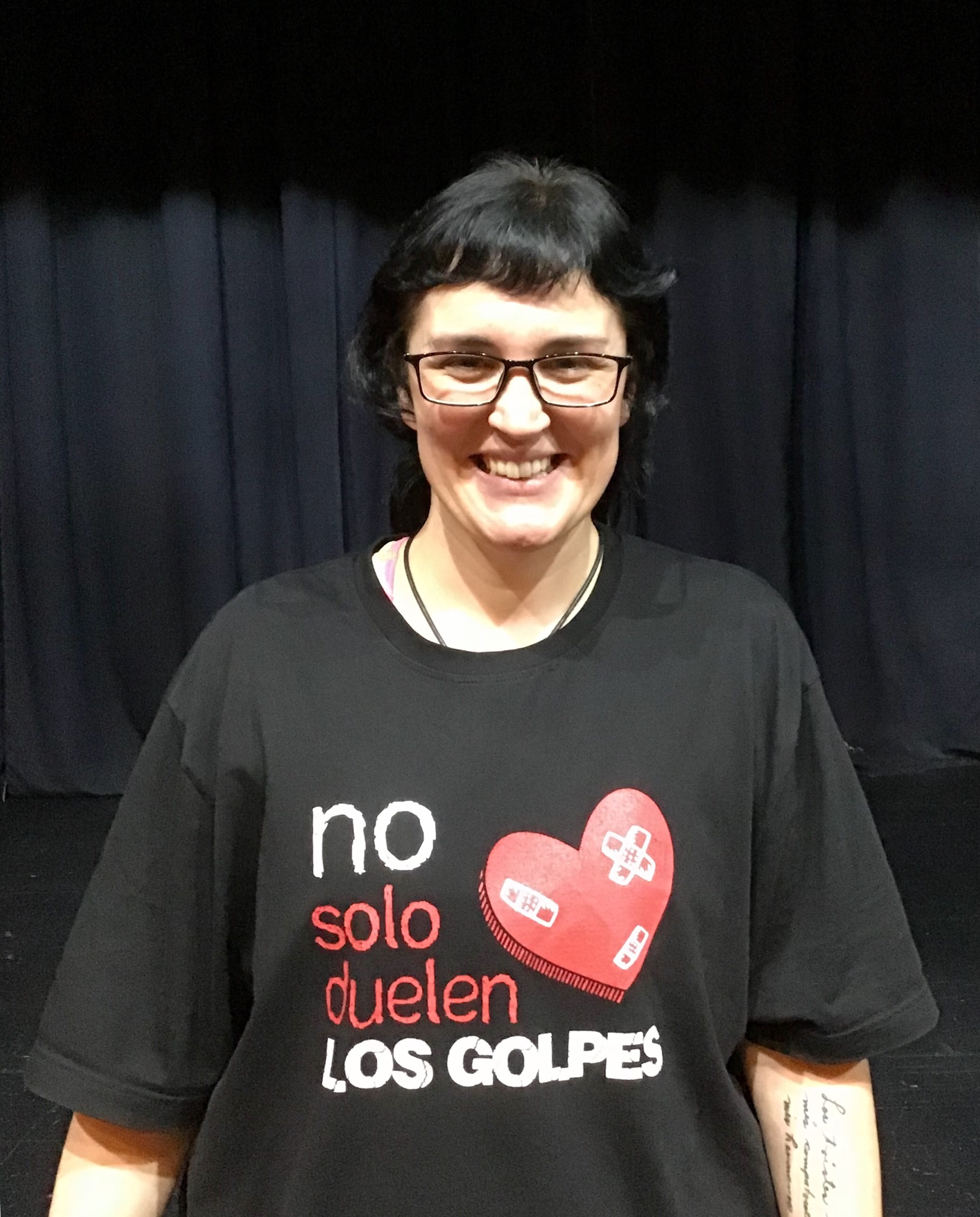
Pamela Palenciano

Pamela Palenciano (geb. 1982 in Andújar, Jaén) ist eine spanische Monologistin, Kommunikatorin und feministische Aktivistin. Ihr international anerkannter schauspielerischer Monolog No solo duelen los golpes (Nicht nur deine Schläge schmerzen) ist eine autobiographische Geschichte über Gewalt gegen Frauen, welche mit Humor und Ironie erzählt wird.

## Biographie
Mit 12 bis 18 Jahren hatte Palenciano eine Liebesbeziehung mit einem Jungen. Während dieser Zeit wurde sie immer wieder Opfer emotionaler und körperlicher Gewalt durch ihren Freund, wobei dieser auch versuchte, sie zu ermorden.
Als sie für ihr Studium in Audiovisueller Kommunikation an der Universität Malaga die Stadt wechselte, konnte sie ihre Beziehung beenden. In diesem Zeitraum realisierte sie, dass sie misshandelt worden war. In Málaga begab sie sich in psychologische Behandlung und kam in Berührung mit feministischen Bewegungen. Aufgrund dieser Erfahrungen erkannte sie, dass ihr Fall Teil eines globalen Problems ist, patriarchaler und sexistischer Gesellschaftsstrukturen.
Nach ihrem Universitätsabschluss verbrachte Palenciano acht Jahre in El Salvador und kehrte dann nach Spanien zurück.

## No solo duelen los golpes

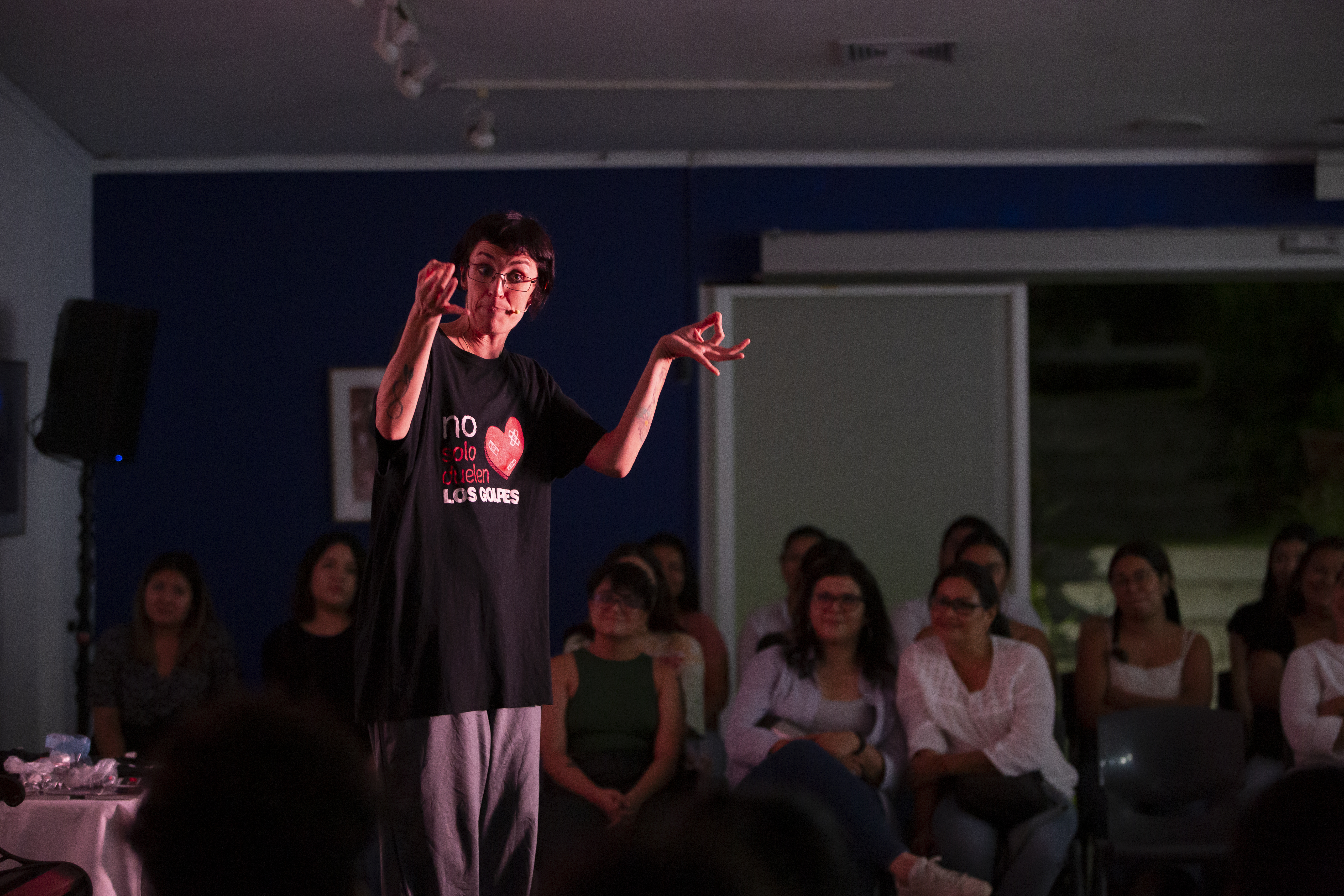
Präsentation des Monologs „Nicht nur Schläge tun weh“ von Pamela Palenciano im Kulturzentrum Spaniens in El Salvador.

Das Werk begann als photographische Ausstellung, in welcher Palencianos Erfahrungen in ihrer dysfunktionalen Beziehung beschrieben wurden. Später entwickelte sich das Werk in einen Workshop zur Gewaltprävention.
In El Salvador entdeckte sie das Theater für sich und formulierte das Projekt in einen Monolog um.
Im Stück untersucht sie von ihrer eigenen Perspektive aus den Mythos der romantischen Liebe, Eifersucht, Kontrolle und Besitz, sexuelle und physische Gewalt, Genesung und das Etablieren eines anderen Modelles der Liebe.
Palenciano hat No solo duelen los golpes in einigen Ländern Lateinamerikas und vielen spanischen Städten aufgeführt. Außerdem erhielt sie mehrere Auszeichnungen für ihren Beitrag zur Prävention von Gewalt gegen Frauen in Schulen.

## Bücher
- Si es amor, no duele (Wenn es Liebe ist, tut es nicht weh) 2017.[8]